# Ацилтрансфераза

Ацил

Ацилтрансфераза — це тип ферменту трансферази, який діє на ацильні групи.
Ацилтрансферази складають різноманітне сімейство ферментів, які відіграють вирішальну роль у багатьох біохімічних і фізіологічних процесах. Їх основною функцією є каталізація перенесення ацильних груп між молекулами, що впливає на низку метаболічних шляхів, від біосинтезу ліпідів і модифікації білка до виробництва вторинних метаболітів.
З моменту свого першого відкриття ацилтрансферази були предметом інтенсивних досліджень через їх значну роль у багатьох біологічних контекстах. Їх повсюдна присутність у всіх сферах життя підкреслює їхню універсальну важливість у біологічних системах.
Приклади:
- Гліцерол-3-фосфатацилтрансферази
- Гліцеронфосфат О-ацилтрансфераза
- Лецитин-холестерин ацилтрансфераза
- Довголанцюгова алкогольна О-жирна ацилтрансфераза

## Будова та біохімічні властивості

### Будова
Ацилтрансферази представляють велике та різноманітне сімейство ферментів, які визначаються своєю здатністю каталізувати перенесення ацильних груп від донорних молекул до акцепторних молекул. Попри їхню значну різноманітність, багато ацилтрансфераз мають подібні структурні характеристики та біохімічні властивості, які забезпечують їх функцію. Наприклад, більшість ацилтрансфераз мають каталітичну тріаду у своєму активному центрі, що складається із серину, аспартату або глутамату та залишку гістидину. Ця каталітична тріада вважається вирішальною для їхньої ферментативної активності.
Ці ферменти часто характеризуються своєю структурною консервативністю, демонструючи складку α/β-гідролази, яка є спільною для різних сімейств трансфераз. Ця складка зазвичай складається з центрального β-листа, затиснутого між α-спіралями.

#### Первинна структура
Первинною структурою ацилтрансферази є послідовність амінокислот, які утворюють білок. Ці амінокислоти з’єднані між собою пептидними зв’язками в певній послідовності, яка визначається відповідним геном. Ацилтрансферази можуть мати широкий діапазон розмірів, від відносно невеликих ферментів, що складаються з сотні, або близько того, амінокислот, до більших ферментів з кількома сотнями або навіть тисячами амінокислот.

#### Вторинна і третинна структура
Вторинна структура ацилтрансфераз відноситься до локальних згорнутих структур, які утворюються всередині поліпептидного ланцюга, включаючи альфа-спіралі та бета-листи. Ці структури утримуються водневими зв’язками між атомами скелета амінокислот.
Третинна структура відноситься до загальної тривимірної структури ацилтрансферази. Ця структура утворюється шляхом згортання та пакування вторинних структур і стабілізується різними типами зв’язків і взаємодій, включаючи водневі зв’язки, іонні зв’язки та гідрофобні взаємодії. Активним центром ацилтрансферази, де відбувається зв’язування субстрату та каталіз, зазвичай є щілина або кишеня в третинній структурі.

### Біохімічні властивості
Ацилтрансферази, зазвичай, діють на складноефірні або амідні субстрати, переносячи ацильну групу від донора ацилу (наприклад, ацил-КоА) до молекули акцептора. Точний механізм дії може відрізнятися для різних ацилтрансфераз, але зазвичай це досягається за допомогою двоетапного процесу. Перший крок включає утворення ацил-ферментного проміжного продукту за допомогою нуклеофільної атаки ферменту на донора ацилу. Другий етап включає перенесення ацильної групи від ферменту до молекули-акцептора.
Ацилтрансферази демонструють значну субстратну специфічність, часто віддаючи перевагу конкретним донорам ацил-КоА. Прийняття широкого спектра субстратів ацил-КоА ацилтрансферазами відіграє важливу роль у різноманітності метаболізму та адаптації до різних умов навколишнього середовища.
Ці ферменти виконують фундаментальну роль у метаболізмі ліпідів, включаючи біосинтез ліпідів, модифікацію ліпідів і регуляцію фізіологічних процесів, таких як трансдукція сигналу та мембранний обмін.
Ацилтрансферази також можуть регулюватися різними факторами, включаючи концентрації субстратів і продуктів, pH, температуру та наявність алостеричних регуляторів.